# Celeste
A Celeste 1991-es argentin telenovella, amelyet Enrique Torres alkotott. A főbb szerepekben Andrea Del Boca, Dora Baret, Gustavo Bermúdez és Germán Palacios látható.
Argentínában a Canal 13 mutatta be 1991. március 11-én. Magyarországon a Szív TV mutatta be  1998-ban.

## Történet
|  | Alább a cselekmény részletei következnek! |

Celeste Verardi egy kedves, jószívű fiatal lány súlyos beteg édesanyjával él a sorozat elején, igen szerény körülmények között. Apját nem ismeri. Egy panzióban dolgozik, hogy meglegyen a napi betevőjük, és odaadóan ápolja édesanyját. Egy nap megismerkedik a gazdag és barátságos Franco Ferreróval, akibe hamarosan beleszeret, ráadásul érzései nem maradnak viszonzatlanok. A két fiatal azonban nem fedi fel egymás előtt a saját nevét, hanem Napfivérnek, illetve Holdnővérnek szólítják egymást.
Nem sokkal megismerkedésük után elhatározzák, hogy ültetnek egy fát, mely előtt majd örök szerelmet fogadnak egymásnak, valamint ekkor akarják megosztani egymással eltitkolt életük részleteit. A sors kegyetlen játéka folytán azonban Celeste anyja meghal, így a lány nem tud elmenni a randevúra. Franco hatalmasat csalódik a lányban, ezért elhatározza, hogy külföldre utazik, csakhogy minél távolabb legyen attól a helytől, ahol élete legnagyobb szívfájdalmát elszenvedte.
Az árván maradt Celeste is fontos elhatározásra jut: új életet akar kezdeni, ezért barátnője, Aida ajánlásával szobalánynak szegődik a Ferrero család házába. Hamarosan kiderül, hogy szerelme, Franco a ház úrnőjének, Teresa Viscontinak a fia. A két fiatal az elválás ellenére sem tudta feledni egymást. Tisztázzák a félreértést, és szerelmi kapcsolat alakul ki közöttük. 
Celeste élete ennek ellenére sem könnyű. Először is ott van Franco gonosz édesanyja, Teresa, aki amikor csak teheti, megalázza a lányt, arról nem is beszélve, hogy Franco korábbi barátnője is mindenáron vissza akarja hódítani egykori kedvesét.
A ház ura, Leandro Ferrero becsületes és barátságos férfi, akinek azonban van egy régi titka. Ez a titok pedig az, hogy van egy törvénytelen lánya egykori nagy szerelmétől. Hamarosan rájön, hogy ez a lány nem más, mint Celeste, a cselédje. Teresa is rájön erre, és a lány tudomására hozza a titkot , hiszen így Celestének szakítania kell Francóval, aki a testvére. A két szerelmes pedig nem is sejti, hogy Franco apja valójában nem Leandro…
|  | Itt a vége a cselekmény részletezésének! |

## Szereposztás
| Szerepnév                          | Színész(nő)      | Magyar Hang             |
| ---------------------------------- | ---------------- | ----------------------- |
| Celeste Ferrero Verardi de Rosetti | Andrea del Boca  | Zakariás Éva            |
| Franco Rosetti Visconti            | Gustavo Bermúdez | Kautzky Armand          |
| Teresa Visconti de Ferrero         | Dora Baret       | Földi Teri              |
| Enzo Ferrero Visconti              | Germán Palacios  | Forgács Péter           |
| Bruno Rosetti                      | Arturo Maly      | Kovács István           |
| Silvana Rosetti                    | Erica Wallner    | Menszátor Magdolna      |
| Leandro Ferrero                    | Rodolfo Machado  | Kristóf Tibor           |
| Aída Ferrero                       | Adela Gleier     | Tóth Judit              |
| Rita Ferrero Visconti              | Viviana Saccone  | Csere Ágnes             |
| Laura Corrán                       | Andrea Bonelli   | Orosz Helga             |
| Daniel                             | Roberto Antier   | Tarján Péter            |
| Célica Castellini                  | Patricia Castell | Martin Márta            |
| Cachita Montero                    | Graciela Pál     | Bessenyei Emma          |
| Lila                               | Liliana Simoni   | Náray Erika             |
| Ramiro Menéndez                    | Gustavo Rey      | Breyer László (1. hang) |
| Ramiro Menéndez                    | Gustavo Rey      | Schnell Ádám (2. hang)  |

## Érdekességek
- A sorozat főcímdalát a főhősnőt alakító Andrea del Boca énekli.
- A telenovellának néhány évvel később készült egy folytatása is, Mindörökké Celeste (Celeste, Siempre Celeste) címmel.
- A sorozat rendezője, Nicolás del Boca nem más, mint a Celestét alakító színésznő édesapja.
- A közel egy évtizeddel később forgatott Vad angyal c. telenovella történetének sarkalatos pontjai meglepő hasonlóságot mutatnak a sorozat cselekményével. Ennek oka az, hogy mindkét telenovellát Enrique Torres írta.
- További érdekesség, hogy a Vad angyalban is játszik Arturo Maly (Bruno Rosetti) és Rodolfo Machado (Leandro Ferrero), de pont fordított szerepben; ott ugyanis Rodolfo Machado játssza a főhős anyjának szeretőjét (és ebből kifolyólag ő gyermekének valódi apja), és Arturo Maly a főhősnő édesapját.
- Celeste és Franco "álneveit" Franco Zeffirelli Napfivér, Holdnővér c. 1972-es filmjéből kölcsönözték.

## Szinkronstáb
- Magyar szöveg: Alfonso Sabroso de Lucas & Balázs Enikő
- Hangmérnök: Papp Zoltán
- Digitális vágó: Wünsch Attila
- Gyártásvezető: Miklósi Ágnes & Völgyi Viktória
- Szinkronrendező: Nikodém Zsigmond
- Szinkronstúdió: Echo Szinkron Kft.
- Megrendelő: Főnix Kft.